# گمینا ناگووویتسه
گمینا ناگووویتسه (به لهستانی:  Gmina Nagłowice) یک گمینا در لهستان است که در شهرستان یندژیوف واقع شده‌است. گمینا ناگووویتسه ۱۱۷٫۳ کیلومتر مربع مساحت و ۵٬۲۹۰ نفر جمعیت دارد.